# Айн-Шамс
Айн-Шамс (англ. Ain Shams или Ein Shams, араб. عين شمس‎) — пригород Каира в Египте. Название на арабском языке означает «глаз Солнца», со ссылкой на тот факт, что Айн-Шамс построен на вершине древнего города Гелиополиса, прежнего центра духовного поклонения солярным мифам древними египтянами.
По словам еврейского комментатора Библии, жившего в XX веке, Саадия Гаона, Айн-Шамс идентичен богатейшему библейскому египетскому городу Рамсесу.